# Universidad de Beihang
La Universidad de Beihang, conocida también como Universidad de Aeronáutica y Astronáutica de Pekín (abreviado como BUAA o Beihang) es una universidad pública ubicada en Pekín, China.
La BUAA fue fundada el 25 de octubre de 1952 en un campo de unas 100 hectáreas. Constituye una de las primeras universidades de China en cuanto a investigación y nivel de educación. Es conocida como una de las mejores universidades en el área de la ingeniería en China y tiene mucha influencia en la industria china de aeronáutica y astronáutica.

## Historia

### Años Iniciales
La BUUA se forma en 1952 de la unión de los departamentos de aeronáutica de diversas universidades de China: la Universidad de Tsinghua, la Universidad de Peiyang, la Universidad de Xiamen, la Universidad de Sichuan, la Universidad de Yunnan, el Instituto de Ingeniería del Noroeste, la Universidad del Norte de China, y el Instituto Aeronáutico del Sudoeste.

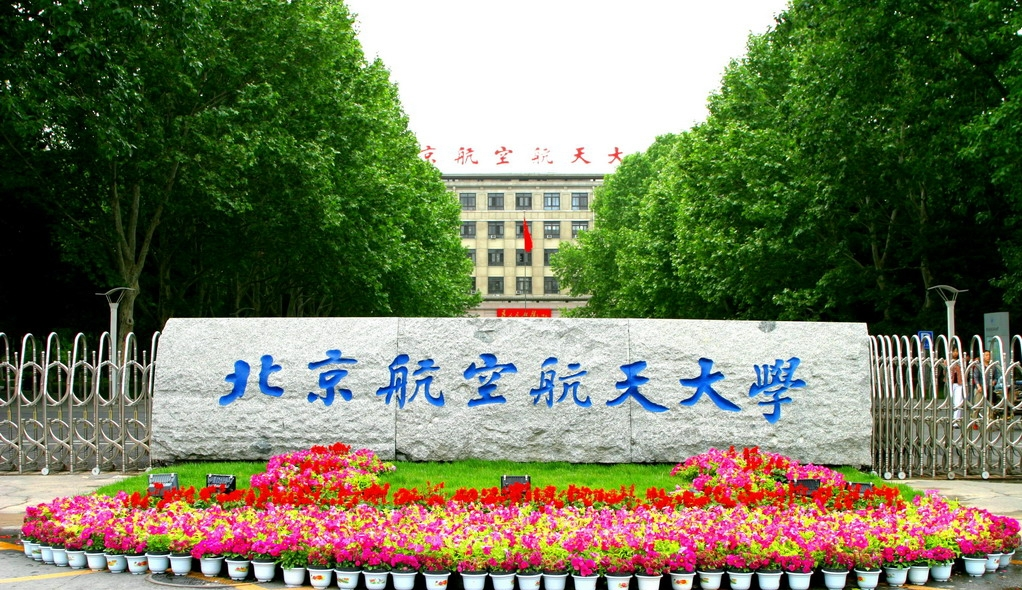
Puerta Este de la Universidad.

La BUAA estuvo entre las primeras dieciséis universidades clave en los años 1950, y dentro de las 15 primeras para desarrollo prioritario durante el 7.º séptimo plan quinquenal five-year-plan periodo (1986-1990). Durante el 8.º plan quinquenal fue listada dentro de las primeras 14 para desarrollo prioritario, y en el comienzo del 9.º plan BUAA estuvo dentro del primer lote de 15 universidades en el “project 211 for Higher Education.”

### Cambio de Nombre
En el año de 1952, la universidad fue nombrada "Instituto de Aeronáutica de Pekín". Desde mayo de 1988, es conocida como "Universidad de Aeronáutica y Astronáutica de Pekín". En el año 2002, la junta universitaria decidió cambiar el nombre en inglés de la universidad a Beihang University y mantener la abreviación  BUAA

## Escuelas y Departamentos
- Escuela de Ciencia de los Materiales e Ingeniería
- Escuela de Ingeniería de Información y Electrónica
- Escuela de Automatización e Ingeniería Eléctrica
- Escuela de Propulsión a Chorro
- Escuela de Ciencias e Ingeniería Aeronáutica
- Escuela de Ciencias de la Computación e Ingeniería
  - Departamento de Ciencias de la Computación y Tecnología
- Escuela de Ingeniería Mecánica y Automática
- Escuela de Economía y Gestión
- Escuela de Ciencias
  - Departamento de Física
  - Departamento de Matemáticas
- Escuela de Ingeniería Biológica
- Escuela de Administración Pública
- Escuela de Idiomas Extranjeros
- Escuela de Ciencias e Ingeniería de Transporte de
- Departamento de Ingeniería de Sistemas y Tecnología
- Escuela de Astronáutica
- Escuela de Pilotos
- Escuela de Sdetware
- Escuela de Derecho
- Escuela de Educación Continua
- Escuela de Ingeniería de Instrumentación y Ciencia Opto-electrónica
- Escuela de Nuevos Medio de Arte y Diseño
- Escuela de Aprendizaje a distancia
- Escuela de Formación Técnica y Profesional
- Escuela de Ingeniería Avanzada
- Escuela de Química y Medio Ambiente
- Escuela de Ciencias e Ingeniería de Transporte
  - Departamento de Ingeniería Civil
- École Centrale de Pékin